# Arco di Cavaillon

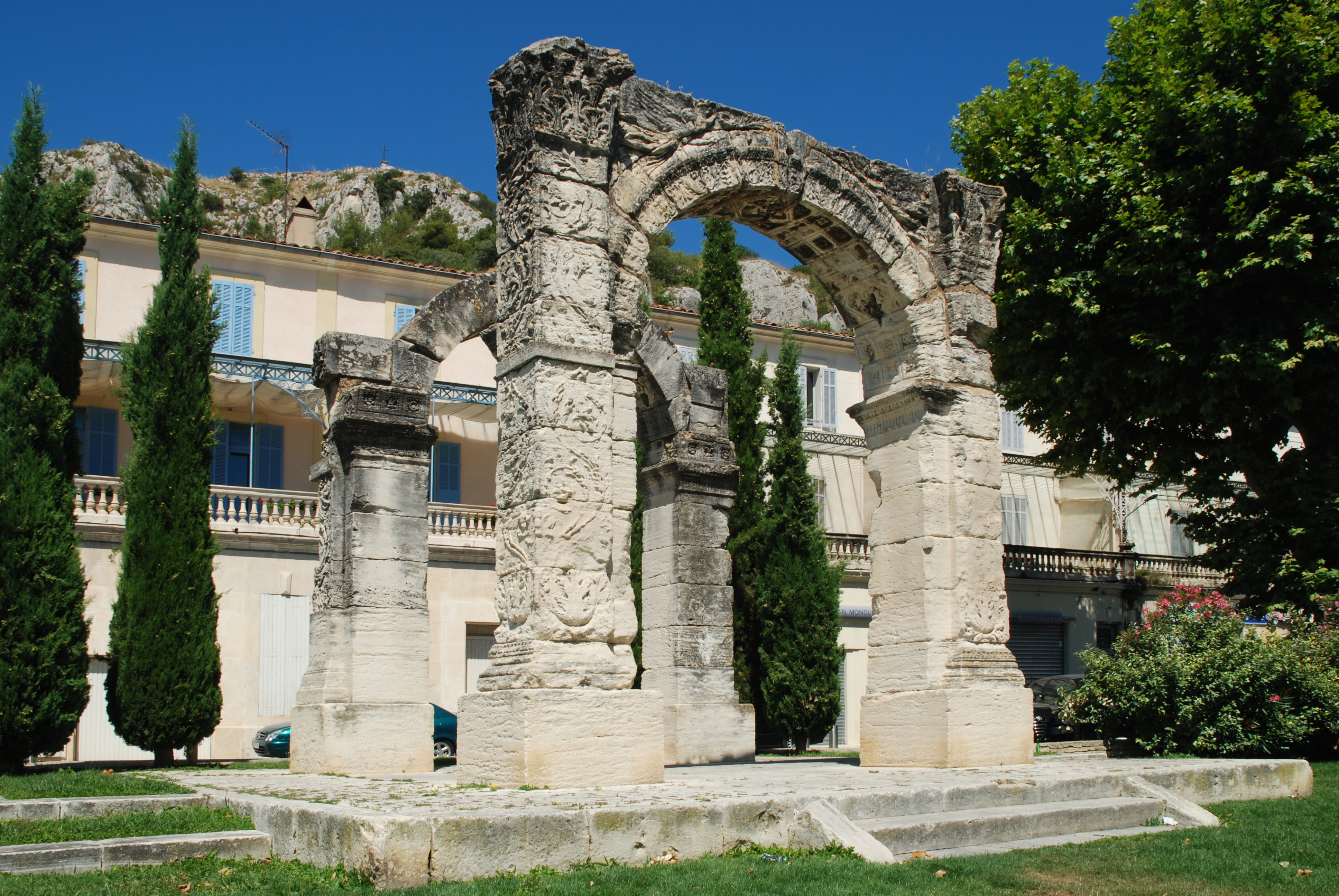
Arco di Cavaillon

L'arco di Cavaillon è un antico arco romano quadrifronte (tetrapilo) degli inizi del I secolo d.C. (chiamato anche "arc Marius").
Si trova a Cavaillon, nel dipartimento francese di Vaucluse.
In epoca medievale fu inglobato nel palazzo episcopale. Questo venne venduto nel 1793 e demolito per recuperarne i materiali. I resti dell'arco, conosciuto dal XVIII secolo furono inizialmente lasciati visibili sul posto, dopo aver eliminato la volta, e quindi vennero smontati e ricomposti quindi sulla piazza del Clos, ai piedi della collina di Saint-Jaques.
L'arco è costruito in blocchi di calcare. Si conservano due delle arcate sorrette da quattro pilastri. Questi presentano facce esterne decorate da girali d'acanto che nascono da grandi cespi alla base, con basi decorate e con capitelli corinzi che dovevano sorreggere una trabeazione oggi perduta. Le facce interne dei pilastri sono lisce, prive anche della base, e recano una cornice di imposta da cui si origina l'arco, con archivolto decorato da altri elementi vegetali (un motivo ad anthemion). L'intradosso dell'arco è ornato da cassettoni con rosette e sui pennacchi della facciata esterna sono scolpite Vittorie in volo che sostengono corone e torce.
L'arco presenta una grande ricchezza ornamentale: le girali d'acanto dei pilastri richiamano quelle dell'Ara Pacis e l'insieme delle decorazioni e dei capitelli corinzi permette di datare l'arco nel primo decennio del I secolo d.C., facendone, insieme al contemporaneo arco di Carpentras il più antico esempio di arco romano della Gallia Narbonense..

## Galleria d'immagini

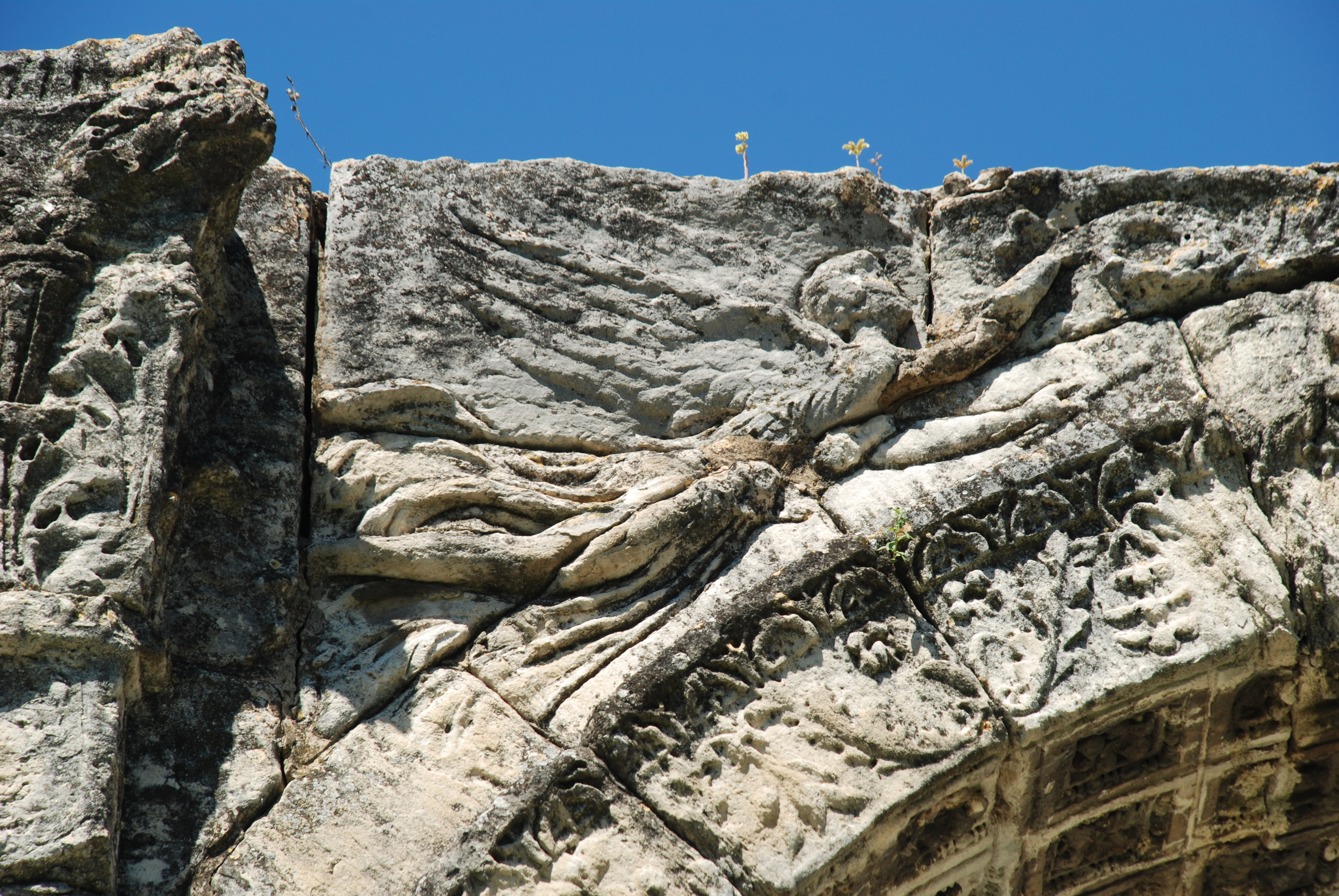
Particolare del pennacchio con rilievo di Vittoria in volo
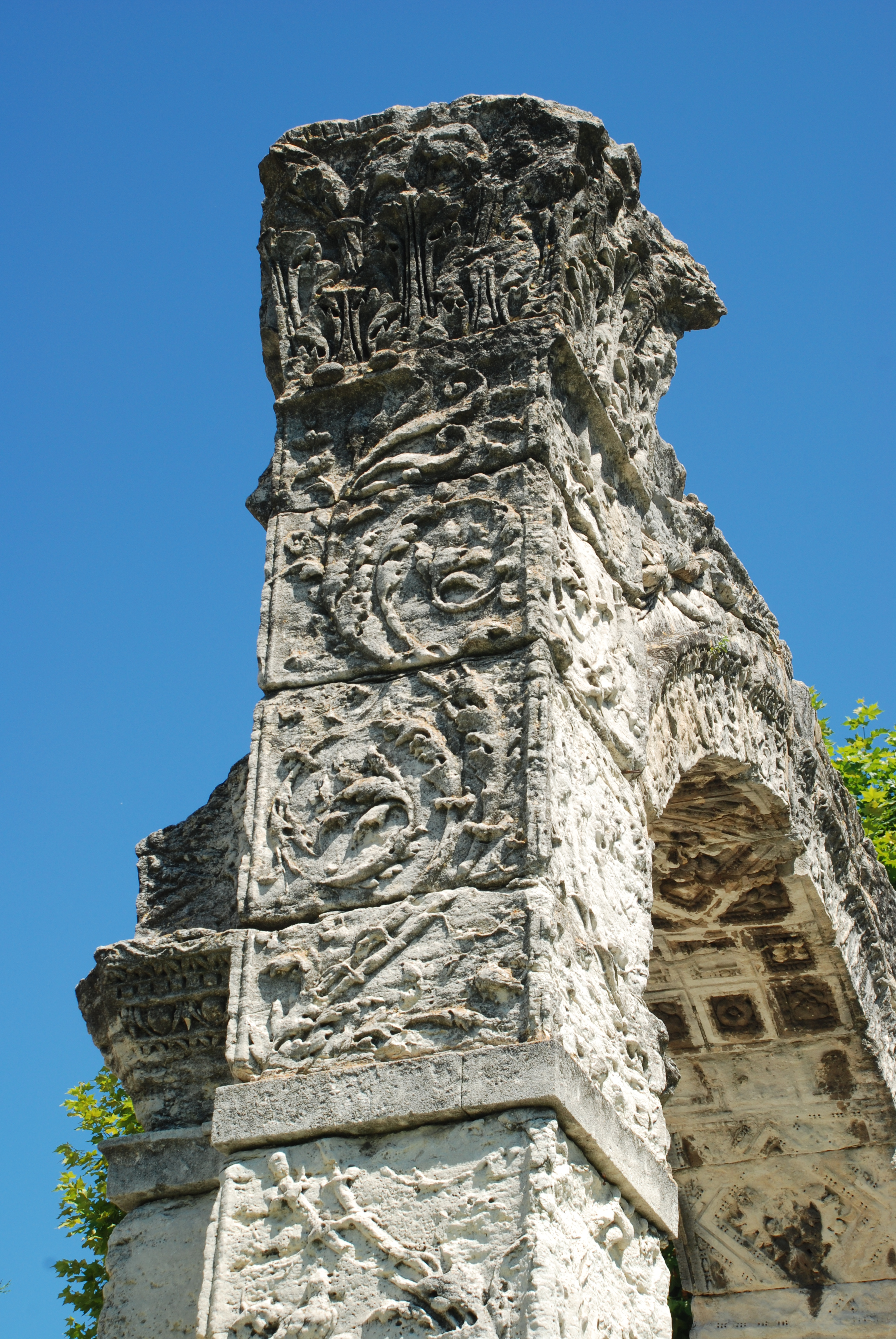
Particolare con capitello corinzio e fusto decorato del pilastro con girali d'acanto
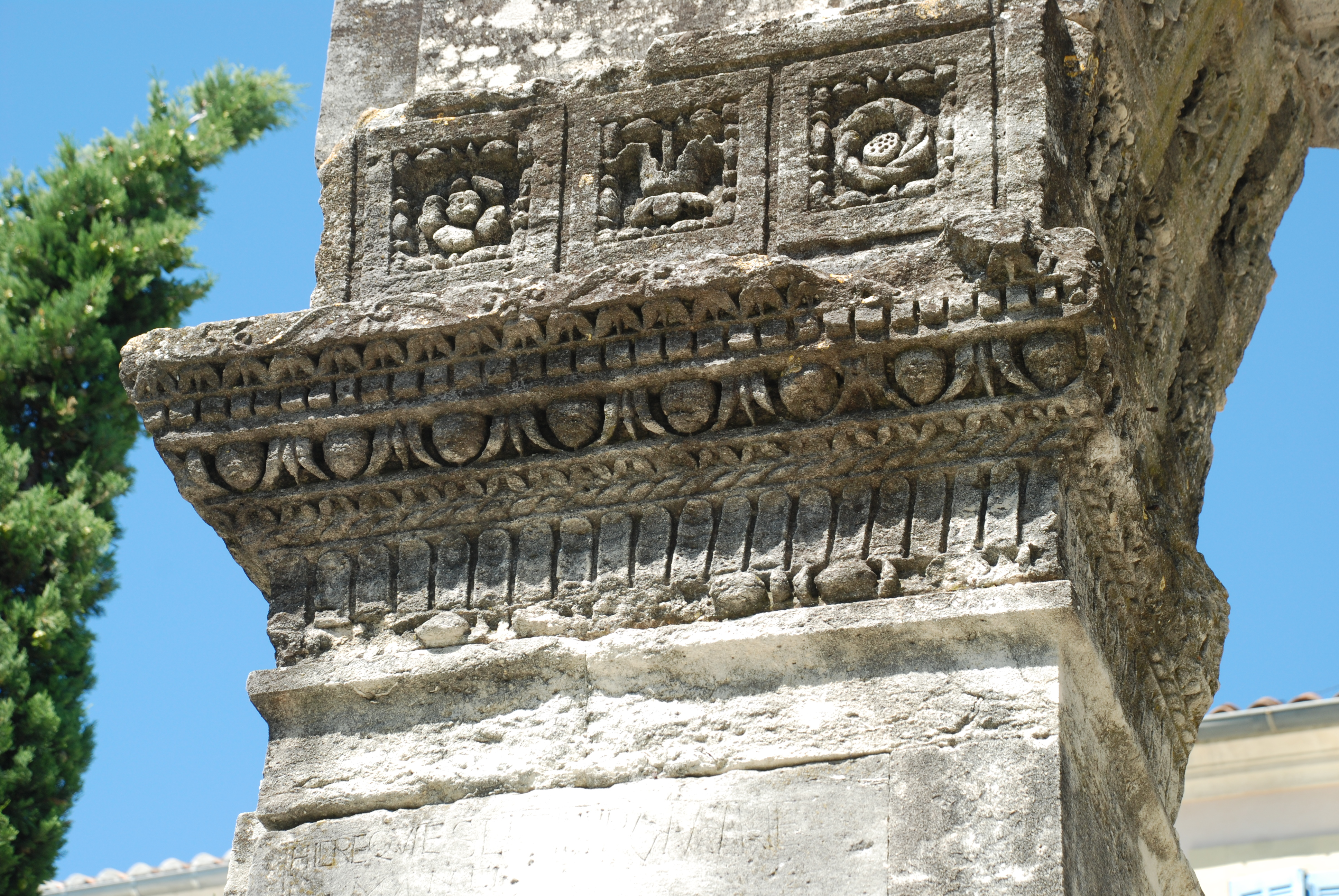
Particolare della cornice di imposta e del resto dell'intradosso di uno degli archi scomparsi, decorato con cassettoni
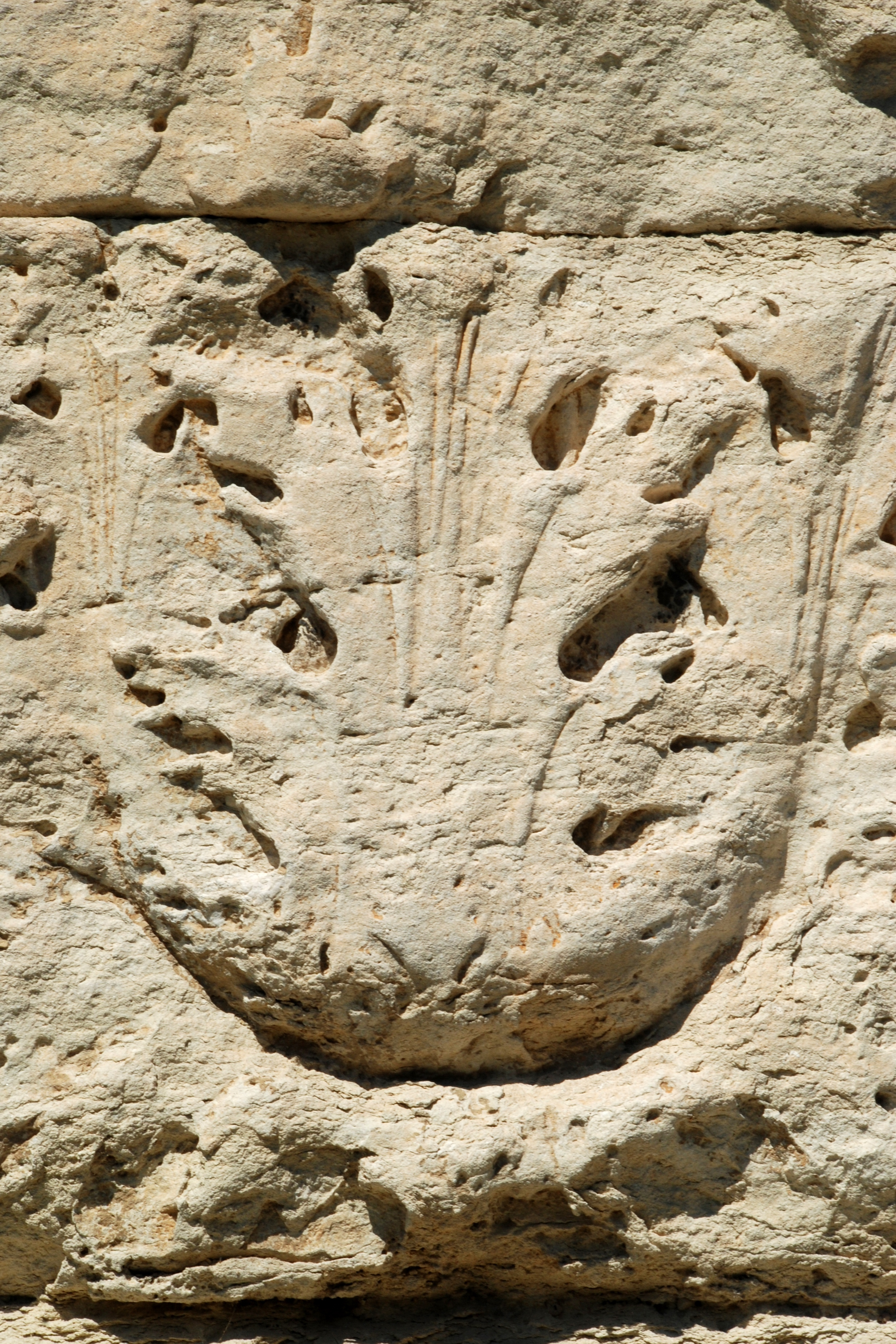
Particolare del cespo d'acanto alla base del fusto dei pilastri